# Mireșu Mare (okręg Marmarosz)
Mireșu Mare – wieś w Rumunii, w okręgu Marmarosz, w gminie Mireșu Mare. W 2011 roku liczyła 1431 mieszkańców.